# 蔣子軒

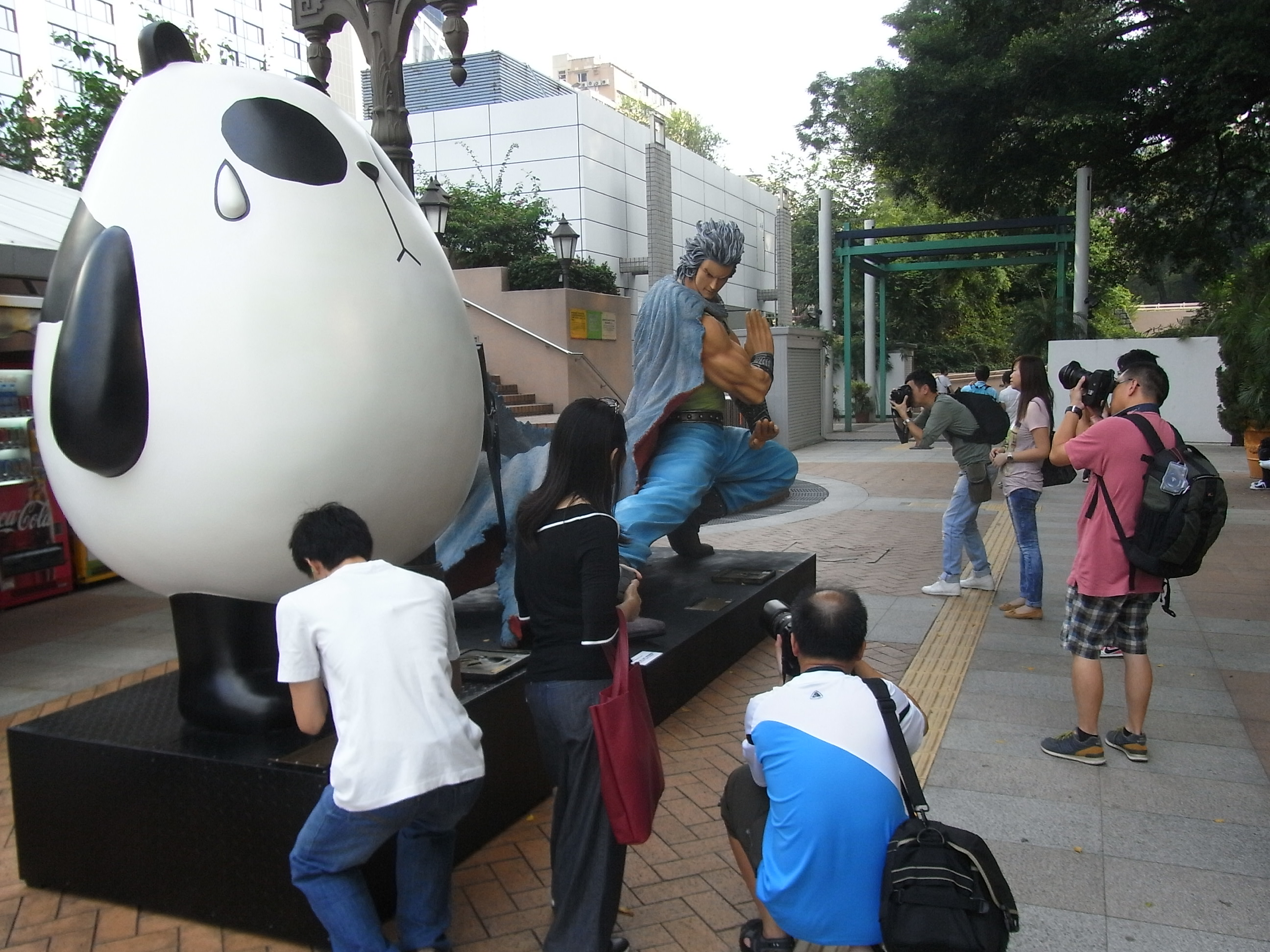
小克《聾貓》

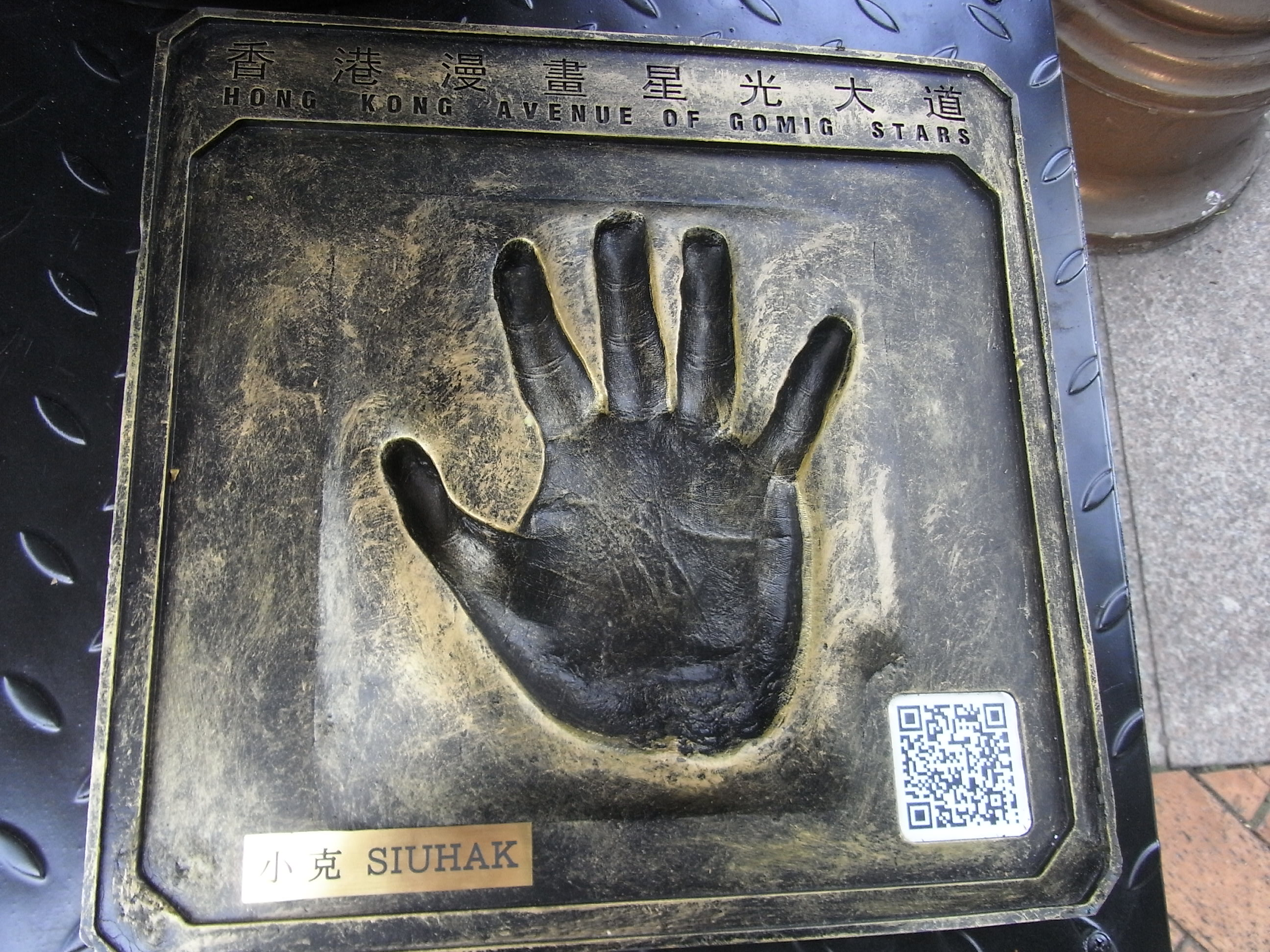
手印

蔣子軒（1974年10月10日—），筆名小克（英文：Siu Hak），生於香港，祖籍廣東番禺，香港插畫家、漫畫家、動畫師、填詞人、編劇。

## 生平
早年分別在1986年和1991年畢業於軒尼詩道官立小學（與徐濠縈是同級同學）和聖公會鄧肇堅中學，後在1996年畢業於香港理工大學設計系，獲取平面設計榮譽學士。畢業後一直以自由創作人身份編劇、繪畫插圖及漫畫，並創作動畫，亦曾為流行歌手陳奕迅及盧巧音繪畫專輯封面及內頁、製作動畫MV，又替歌手薛凱琪設計「Filee」布偶。
2004年跟歐陽應霽、Eric So、楊學德及智海組成漫畫組合「春卷」。2004年至2008年於香港理工大學設計系任長期客席講師。2008年開始為粵語流行曲填詞，在此之前，小克已不時在其作品中改寫歌詞，「惡搞」流行曲及兒歌不下十多首。
2004年起，小克和楊學德的作品於《東Touch》雜誌專欄連載，二人惺惺相惜，創作上時有交流。小克在《東Touch》的專欄結集成《偽科學鑑證》系列，與楊學德的《標童話集》系列書名相對。
小克無心插柳的「成名作」為《聾貓》，「惡搞」歌詞作品《滾 （页面存档备份，存于）》亦廣為人知，填詞作品《如果我是陳奕迅 （页面存档备份，存于）》更獲商業電台叱咤樂壇流行榜2009《我最喜愛的歌曲》獎。
小克在2011年7月17日至8月28日在德福廣場舉辦《德福廣場X小克 Mass Landing 2011》個人作品展。
小克的漫畫作品散見於《瞄》雜誌。
2008年，小克與內地畫家阮筠庭結婚，遷居杭州，育有一子(蔣同塵)，2021年9月宣佈離婚後返港。

## 詞作特色
歌詞創作上，小克喜為前人作品撰寫續篇，如《這夜的渡輪上》延續李炳文的《昨夜的渡輪上》，《一再問究竟》延續陳百強的《不再問究竟》。
曾與梁柏堅推動「新紀元歌詞計劃」，以科技與環境為題，也從一些新角度反思人類文明及個人成長。其「星塵回憶錄」三部曲正是此計劃下的作品。

## 書籍
- 2006年：《偽科學鑑證1》[4]
- 2007年：《偽科學鑑證2：殺出香港》[4]
- 2008年：《偽科學鑑證3：心上人》[4]
- 2009年：《偽科學鑑證4：愛令我變碳》[4]
- 2011年：《偽科學鑑證5：佛光初現》[4]
- 2012年：《聾貓是怎樣煉成的—小克作品集1983-2012》
- 2013年：《偽科學鑑證6：新平衡》 [4]
- 2015年：《廣東爆谷：小克歌詞 壹-壹佰. 上集》
- 2016年：《廣東爆谷：小克歌詞 壹-壹佰. 下集》
- 2016年：《偽科學鑑證7：The 山 of Music》[4]

## 填詞作品

### 2008年
| - 張繼聰 - 花生 | - 張繼聰 - 一手舞曲 |

### 2009年
| - Mr. - 如果我是陳奕迅 - 狄易達 - 霹靂干戈 - 張惠雅 - Cheeky Girl - 張繼聰 - 永和號 - 張繼聰 - 港九情 | - 張繼聰 - 超新星 - 張繼聰 - 小分差 - 張繼聰 - 沒時間 - 陳奕迅 - Allegro, Opus 3.3 a.m. |

### 2010年
| - 4anda - 宅男 - Black Box - My World - Black Box - 四十筆劃 - C AllStar - 80後時代曲 - C AllStar - 足球先生 - HotCha - 屈尾十 - 周國賢 - 有時 - 林奕匡 - 奇情夜 - 孫耀威 - 小孫公園 - 容祖兒 - 星圖 | - 張敬軒 - 詩郵寄 - 張繼聰 - 大魔怪 - 梁佑嘉 - 完美先生 - 陳奕迅 - 一支得啩 （一絲不掛改編版） - 陳柏宇 - 潮人蜜語 - 關楚耀 - 一步 - 關楚耀 - 一年 - 關楚耀 - 男功夫人 - 關楚耀 - 知恩 - 關楚耀 - 博愛 |

### 2011年
| - C AllStar - Mr. Showman - Ekee - 我跟你的三分鐘長吻 - Jase@C AllStar - 韆鞦萬世 - Josie & The Uni Boys - 破蟄 - Mr. - 發神經 - 羽 翹 - 銅情深 - 李 蘊 - 戀物誌 - 周國賢 - 覺醒字幕組 - 周國賢 - 重逢 - 周國賢 - 相好 - 林海峰 Feat. Angelita - 船頭驚鬼船尾驚賊船中驚隻飛曱甴 - 官恩娜 - 依依 - 官恩娜 - 夜潛者 | - 容祖兒 - - 張繼聰 - 2013 - 張繼聰- 杞人 - 張繼聰 - 海馬 - 張繼聰 - 瑪莉殺死小綿羊 - 張繼聰 - 宇宙搖籃曲 - 梁漢文 - 一再問究竟 - 梁漢文 - 外遇 - 陳奕迅 - 哎呀咿呀 - 陳奕迅 - 張氏情歌 - 鄒文正 - 我是人 - 薛凱琪 - 除下蛤蚧纏 |

### 2012年
| - C AllStar - 切膚之痛 - HotCha - 門內 - HotCha - 門外 - Mr. - 良知門 - Mr. - 方向感 - N'Gine - 殘局 - Robynn & Kendy - 生活與生存 - 文恩澄 - 水孩子 - 古巨基 - 宇宙大帝 - 吳雨霏 - 復活 - 周國賢 - 灰人 - 周國賢- 星塵 - 林 峯 - 年時 - 泳 兒 - 冬城 - 雨 僑 - 無尾飛砣 - 張繼聰 - 雙彩虹 | - 張繼聰 - 生命之花 - 張繼聰 - We Are The One - 梁佑嘉 - Bye Bye Love - 陳奕迅 - 非禮 - 陳奕迅 - 信任 - 陳僖儀 - 屍變 - 達明一派 - 排名不分先後左右忠奸2012（你chok定唔chok） - 蔡卓妍 - 瓦努阿圖 - 蔡卓妍 - 狗恩歌 - 盧巧音 - 圖案人 - 鍾舒漫 - 不在線 - 譚詠麟 - 舊生會派對 - 關楚耀 - 我這一代人 - 關楚耀 - 情事 - 關楚耀 Feat. MastaMic - 佔領 |

### 2013年
| - C AllStar - 六神合體 - Choco - 低頭家族 - Man's Icon - 有理無理 - N'Gine - 水銀瀉地 - 泳 兒 - 通電 - 張惠雅 - 莞爾 - 張繼聰 - 演嘢 - 張繼聰 - 火星文 - 張繼聰 - 雙生焰 - 張繼聰 - 離人淚 - 梁漢文 - Di Ga Day | - 陳志嘉 - 冥想 - 陳奕迅 - 主旋律 - 陳奕迅 - 告別娑婆 - 陳奕迅 - 床頭床尾 - 陳慧琳 - 鐵漢柔情 - 陳慧琳 - 淚流不止 - 麥家瑜 - 起跑線 - 麥家瑜 Feat. Robynn & Kendy - 我愛大商場 - 彭湘淇 - 變身 - 馮曦妤 - 奶油頌 - 羅力威 - 這夜的渡輪上 |

### 2014年
| - Choco - 耳機內的知己 - 張敬軒 - 靈魂相認 - 許志安 - 時代廣場 - 湯駿業 - 靈魂鎖 | - 衛 蘭 - 八九十 - 謝安琪 - 勢不兩立 - 鍾舒漫 - 劫後餘生 - 張繼聰 - 離人淚 |

### 2015年
| - ZolarWind - 末法時代 - 側 田 - 命書 - 張繼聰、陳凱琳 - 面前人 | - 許志安 - 表情 - 陳慧琳 - 請放心傷我 - 陳慧琳 - Let's Celebrate |

### 2016年
| - J.Arie - 天平先生 - 周國賢 - 愛比死更冷 | - 陳奕迅 - 四季 - 鍾舒漫 - 破鏡重圓 |

### 2017年
| - 王菀之 - 愛不曾遺忘任何人 - 周國賢 - 當下的力量 - 洪卓立 - 閃先 | - 歌莉雅、何秉舜 - 香港八幾 - 蔚雨芯 - BB - 蔚雨芯 - Cc |

### 2018年
| - 符家浚 - 小冰 |

### 2019年
| - 小塵埃 Feat. 王菀之 - 花之亂 - 李靖筠 - 小蚊赧 - 李靖筠 - 第三顆行星 - 李靖筠 - 碎紙機的告白 - 李靖筠 - 第千次重逢 - 周國賢 - 小我 | - 周國賢 - 夜空的呼喚 - 徐天佑 - 新浪漫 - 側 田 - 完全變態 - 陳慧敏 - 沉默之間 - 陳樂基 - 浮雲 |

### 2020年
| - 李靖筠 - 一千零一頁 - 李靖筠 - 嗚哩雙刀 - 柳應廷 - 水刑物語 - 柳應廷 - 迴光物語 - 陳慧敏 - 莫名哀傷 | - 柳應廷 - 風靈物語 - 張繼聰 - David Harleyson - 許廷鏗 - 傷疤 - 陳奕迅 - 是但求其愛 |

### 2021年
| - Kendy Suen - 無名故事 - 方皓玟 - 漫漫碎 - 吳林峰、樂壇已死大合唱團 - 樂壇已死 - 周國賢 - 塵世美 - 柳應廷 - 狂人日記 | - 柳應廷 - 砂之器 - 柳應廷 - 人類群星閃耀時 - 張敬軒 - 大霹靂 - 黃樂欣 - 靈魂暗夜 |

### 2022年
| - CY陳宗澤 - 罐頭湯 - CY陳宗澤 - 罐頭湯 (feat. ANSONBEAN) (Soup Version) - MIRROR - Innerspace - SENZA A Cappella - 群魔亂舞 - The Hertz - Now Here, Man! - ToNick - 量子糾纏 - 吳林峰 - 俄羅斯套娃 - 吳林峰、謝芊彤 - 我也難過的 - 周國賢 - 銀河特快之旅 - 姜 濤 - 鏡中鏡 - 姜 濤 - 作品的說話 - 柳應廷 - MM7 | - 柳應廷 - 離別的規矩 - 柳應廷 - 自毀的程序 - 柳應廷 - 坐看雲起時 - 張蔓莎 - 自生自滅 - 張繼聰 - 末日先鋒 - 張繼聰 - 一個人的武林 - 張繼聰 - 半江紅 - 張繼聰、鄧麗欣 - 叉叉叉Love Song - 黃樂欣 - 靈魂碎片 - 歐陽日華 - Empty City - 藍奕邦 - 竇 |

### 2023年
| - Beanies - 最佳女團友 - Charming Way - 想像想像 - J1M3 Feat. Kendy Suen - 雪崩 - J1M3 Feat. Lo/o - 風蝕崖岸 - J1M3 Feat. Luna Is A Bep - 斷層 - J1M3 Feat. 謝芊彤 - 樹海 - J1M3 Feat. 盧巧音 - 季候風 - Lolly Talk - 七姊妹星團 - Lolly Talk - 四方帽之約 - 石榴樹 Feat. 陳樂頤 - 暖戰 - 吳啟洋 - BAD - 吳業坤 - 仍然是愛 - 吳業坤 - 分手前中後 - 邱士縉 - 來不及 - 邱彥筒 - // Undecided // | - 姜 濤 - 濤 - 柳應廷 - 大海少年 - 張蔓莎 - 自動登入 - 張繼聰 - 日薄西山 - 張繼聰 - 婚姻不敗 - 許志安 - 與自己和解 - 陳樂頤 - 鋼琴後的塵 - 《飯戲攻心2》眾演員 - 飯宴歌 - 黃子華、何啟華 - 毒舌神曲 - 黃明德 - 會議終結者 - 詹天文 - 大雕刻家 - 謝安琪 - 成婚破浪 - 謝安琪 - 撕裂的樂章 - 謝高晉 - 生死決 - 鍾柔美 - 下一個暑假 |

### 2024年
| - GooChan - 相逢實驗 - GooChan Feat. 周國賢 - 相逢實驗（Observer’s Version） - Lolly Talk - 九千九百九十九個我 - Lolly Talk - 靈魂奇異點 - Lolly Talk、周國賢 - 七姊妹星團（SUPERNOVA Ver.） - MC張天賦 - 七點半鐘的陽光 - ROVER - 男孩子不要流淚 - Twins - 夢想與夢 - 丁 噹、吳若希 - 談戀愛 - 伍富橋 - 一劇之本 - 吳林峰 - 豆豉 - 吳業坤 - 啲咁多 - 吳業坤 - 神聖幾何 - 李凱翹 - 分手的決心 | - 李凱翹 Feat. GooChan - 分手的決心 - 周國賢 - 不以人的意志為轉移 - 周國賢 - 男兒有淚 - 周國賢 - 扶桑花 - 周國賢、周家怡 - 模稜兩可 - 林愷鈴 - 現在 - 林愷鈴 - 好奇 - 林愷鈴 - 愛過 - 泳 兒 - 撞到正 - 姜 濤 - 黑月 - 柳應廷 - 沒終點的青春 - 梁釗峰 - 離合的藝術 - 雲浩影 - 慢性分手 - 黃明德 - 框框 |

### 2025年
| - Gordon Flanders - 歌頓花園 - Kiri T - 中暑傷風加失戀x2 - moon tang - 二十五圓舞曲 - moon tang - 夜闌人靜 - Pandora - 花之生命 - ROVER - 流浪者詩歌 - 伍珂玥 - 别問深秋 - 旨 呈 Feat. 童 童、Pony - Siu 4 - 呂爵安 - 閉屏孔雀 - 李 白 - 白 - 姜 濤 - 白果 - 張蔓姿 - 緊張大師 | - 張繼聰 - 白紙一張 - 張繼聰 - 玻璃窗的我 - 張繼聰 Feat. 藍調人 - Trash Talk - 陳健安 - 出院途中 - 馮允謙 - 然之後 - 黃明德 - 大鬧說謊城 - 雲浩影 - 別畏高 - 曾傲棐 - 時間的碎片 - 鄧麗欣 - 不可得 - 應智越 - 大絕 - 顏志恆 - 浴室歌王 |

### 未出版
| - 吳林峰 - The Southside Fantasy - 周國賢 - 夜空的呼喚 - 周國賢 - 小我 | - 未知 - 如果您有舊港元 |

### 「系列」歌詞
| 系列名稱                           | 年份      | 歌手                       | 歌曲           | 象徵事物／備註                                        | 收錄專輯            |
| ---------------------------------- | --------- | -------------------------- | -------------- | ----------------------------------------------------- | ------------------- |
| 有時三部曲 （與周國賢合作）        | 2010-2012 | 周國賢                     | 有時           |                                                       | Implode             |
| 有時三部曲 （與周國賢合作）        | 2010-2012 | 周國賢                     | 重逢           |                                                       | This Is Not The End |
| 有時三部曲 （與周國賢合作）        | 2010-2012 | 周國賢                     | 星塵           |                                                       | Live A Life         |
| 物語三部曲 （與柳應廷合作）        | 2020      | 柳應廷                     | 水刑物語       |                                                       | I am the I          |
| 物語三部曲 （與柳應廷合作）        | 2020      | 柳應廷                     | 迴光物語       |                                                       | I am the I          |
| 物語三部曲 （與柳應廷合作）        | 2020      | 柳應廷                     | 風靈物語       |                                                       | I am the I          |
| 重生三部曲 （與柳應廷合作）        | 2021      | 柳應廷                     | 狂人日記       | 貪，歌名取自魯迅《狂人日記》（1918年）                | I am the I          |
| 重生三部曲 （與柳應廷合作）        | 2021      | 柳應廷                     | 砂之器         | 嗔，歌名取自松本清張《砂之器》（1961年）              | I am the I          |
| 重生三部曲 （與柳應廷合作）        | 2021      | 柳應廷                     | 人類群星閃耀時 | 癡，歌名取自史蒂芬·褚威格《人類群星閃耀時》（1927年） | I am the I          |
| 虐心三部曲 （與柳應廷合作）        | 2022      | 柳應廷                     | 離別的規矩     |                                                       | I am the I          |
| 虐心三部曲 （與柳應廷合作）        | 2022      | 柳應廷                     | 自毁的程序     |                                                       | I am the I          |
| 虐心三部曲 （與柳應廷合作）        | 2022      | 柳應廷                     | 坐看雲起時     | 歌名取自王維《終南別業》中「行到水窮處，坐看雲起時」  | I am the I          |
| LandeScape 地理五部曲 (與J1M3合作) | 2023      | J1M3 (feat. 謝芊彤)        | 樹海           | 《Lost In The Wood》                                  | Terra : LandeScape  |
| LandeScape 地理五部曲 (與J1M3合作) | 2023      | J1M3 (feat. Kendy Suen)    | 雪崩           | 《Avalanche》                                         | Terra : LandeScape  |
| LandeScape 地理五部曲 (與J1M3合作) | 2023      | J1M3 (feat. Lo/o)          | 風蝕崖岸       | 《Edge Of Love》                                      | Terra : LandeScape  |
| LandeScape 地理五部曲 (與J1M3合作) | 2023      | J1M3 (feat. Luna Is A Bep) | 斷層           | 《Nobody's Fault》                                    | Terra : LandeScape  |
| LandeScape 地理五部曲 (與J1M3合作) | 2023      | J1M3 (feat. 盧巧音)        | 季候風         | 《Monsoon》                                           | Terra : LandeScape  |

## 訪問
- U＋Magazine訪問《呢條路 係麻煩啲?!》 （页面存档备份，存于） ，2007年。
- 《阿德x小克 無聊話有心畫》[永久] ，2008年。
- 《創作無一步登天》 ，2009年。
- 《小克 local's beam of joy》 （页面存档备份，存于） ，Milk Magazine，2009年2月8日。
- 《聾貓導杭 湖邊睇泡泡》 （页面存档备份，存于） ，蘋果日報副刊，2009年5月18日。
- 《科幻令人放開胸懷》 （页面存档备份，存于） ，明報周刋，2009年5月25日。
- 香港書展講座：創意 x 藝術人生 (1)  （页面存档备份，存于） ，信報視聽頻道，2009年7月。
- 香港書展講座：創意 x 藝術人生 (2)  ，信報視聽頻道，2009年7月。
- 《小克＋張繼聰「廢柴同盟」》 （页面存档备份，存于） ，東Touch，2009年10月6日。
- 《廿一世紀詞人周博賢、小克及Tim Lui》 （页面存档备份，存于） ，明報星期日副刊，2009年12月27日。
- 《標童話集》、《偽科學鑑證》300回連載達成 （页面存档备份，存于），東Touch，2010年1月26日。

## 獎項

### 平面設計
- New York Festivals（英语：New York Festivals） 2002 - 插畫銀獎：維記「阿華田奶」廣告插畫[1]

### 音樂
- 2016年度叱咤樂壇流行榜頒獎典禮 - 叱咤樂壇至尊歌曲大獎：《四季》（填詞）
- 加拿大至Hit中文歌曲排行榜2022全國總選 - 至HIT推崇作詞人

## 外部連結
- Siuhak Fans Blog （页面存档备份，存于）
- 小克微博 （页面存档备份，存于）
- 蔣子軒的Instagram帳戶